# Oxalis pusilla
Oxalis pusilla är en harsyreväxtart som beskrevs av Nikolaus Joseph von Jacquin. Oxalis pusilla ingår i släktet oxalisar, och familjen harsyreväxter. Inga underarter finns listade i Catalogue of Life.